# Scherma ai Giochi olimpici
La scherma è presente ai Giochi olimpici sin dall'instaurazione ad Atene 1896 stabilizzandosi sin dalle prime edizioni nelle tre discipline cardine attualmente in vigore: fioretto, sciabola e spada.
Relativamente presto rispetto a gran parte delle altre discipline vi è stata l'introduzione di un evento femminile (nel 1924 il fioretto; solo nel 1996 la spada e nel 2004 la sciabola). Agli eventi individuali sono stati quasi subito accostati anche eventi di squadra.
Dal 1996 al 2016 le competizioni olimpiche sono state: 6 individuali e 4 a squadre (su 6 disponibili), rispettando nel 2008, 2012 e 2016 una turnazione dei vari eventi a squadre in programma sia maschile che femminile. Dall'Olimpiade del 2020 sono presenti tutti i 12 eventi.

## Medagliere
Statistiche aggiornate a Parigi 2024. In corsivo sono segnate le nazioni (o squadre) non più esistenti.
Il seguente medagliere non prende in considerazione gli eventi delle Olimpiadi di
Atene 1906.
| Pos | Nazione                   | Oro | Argento | Bronzo | Totale |
| --- | ------------------------- | --- | ------- | ------ | ------ |
| 1   | Italia                    | 50  | 49      | 36     | 135    |
| 2   | Francia                   | 45  | 47      | 38     | 130    |
| 3   | Ungheria                  | 39  | 25      | 29     | 93     |
| 4   | Unione Sovietica          | 18  | 15      | 16     | 49     |
| 5   | Russia                    | 13  | 5       | 8      | 26     |
| 6   | Germania Ovest            | 7   | 8       | 1      | 16     |
| 7   | Corea del Sud             | 7   | 4       | 8      | 19     |
| 8   | Stati Uniti               | 6   | 12      | 19     | 37     |
| 9   | Germania                  | 5   | 7       | 9      | 21     |
| 10  | Cina                      | 5   | 7       | 3      | 15     |
| 11  | Polonia                   | 4   | 9       | 10     | 23     |
| 12  | Romania                   | 4   | 6       | 7      | 17     |
| 13  | Cuba                      | 4   | 3       | 3      | 10     |
| 14  | ROC                       | 3   | 4       | 1      | 8      |
| 15  | Belgio                    | 3   | 3       | 4      | 10     |
| 16  | Giappone                  | 3   | 3       | 2      | 8      |
| 17  | Ucraina                   | 3   | 1       | 5      | 9      |
| 18  | Hong Kong                 | 3   | 0       | 0      | 3      |
| 19  | Svezia                    | 2   | 3       | 2      | 7      |
| 20  | Grecia                    | 2   | 1       | 2      | 5      |
| 21  | Gran Bretagna             | 1   | 8       | 0      | 9      |
| 22  | Svizzera                  | 1   | 4       | 3      | 8      |
| 23  | Danimarca                 | 1   | 2       | 3      | 6      |
| 24  | Squadra Unificata         | 1   | 2       | 2      | 5      |
| 25  | Austria                   | 1   | 1       | 5      | 7      |
| 26  | Squadra Unificata Tedesca | 1   | 1       | 2      | 4      |
| 27  | Estonia                   | 1   | 0       | 1      | 2      |
| 28  | Squadra mista             | 1   | 0       | 0      | 1      |
| 28  | Venezuela                 | 1   | 0       | 0      | 1      |
| 30  | Egitto                    | 0   | 1       | 0      | 1      |
| 30  | Germania Est              | 0   | 1       | 0      | 1      |
| 30  | Messico                   | 0   | 1       | 0      | 1      |
| 30  | Norvegia                  | 0   | 1       | 0      | 1      |
| 34  | Paesi Bassi               | 0   | 0       | 5      | 5      |
| 35  | Boemia                    | 0   | 0       | 2      | 2      |
| 36  | Argentina                 | 0   | 0       | 1      | 1      |
| 36  | Portogallo                | 0   | 0       | 1      | 1      |
| 36  | Rep. Ceca                 | 0   | 0       | 1      | 1      |
| 36  | Spagna                    | 0   | 0       | 1      | 1      |
| 36  | Tunisia                   | 0   | 0       | 1      | 1      |
| 36  | Canada                    | 0   | 0       | 1      | 1      |

## Albo d'oro

### Atleti plurimedagliati
Lo schermidore più medagliato è l'italiano Edoardo Mangiarotti con un totale di 13 medaglie (6 d'oro, 5 d'argento e 2 di bronzo), mentre l'ungherese Aladár Gerevich ha il record di vittorie con 7 ori.
La lista riguarda sia le gare individuali sia le gare a squadre ed è ordinata per numero di medaglie totali.
| Atleta                   | Nazione          | Oro | Argento | Bronzo | Totale |
| ------------------------ | ---------------- | --- | ------- | ------ | ------ |
| Edoardo Mangiarotti      | Italia           | 6   | 5       | 2      | 13     |
| Aladár Gerevich          | Ungheria         | 7   | 1       | 2      | 10     |
| Valentina Vezzali        | Italia           | 6   | 1       | 2      | 9      |
| Giulio Gaudini           | Italia           | 3   | 4       | 2      | 9      |
| Giovanna Trillini        | Italia           | 4   | 1       | 3      | 8      |
| Philippe Cattiau         | Francia          | 3   | 4       | 1      | 8      |
| Roger Ducret             | Francia          | 3   | 4       | 1      | 8      |
| Pál Kovács               | Ungheria         | 6   | 0       | 1      | 7      |
| Gustavo Marzi            | Italia           | 2   | 5       | 0      | 7      |
| Ildikó Rejtő-Ujlaki-Sági | Ungheria         | 2   | 3       | 2      | 7      |
| Rudolf Kárpáti           | Ungheria         | 6   | 0       | 0      | 6      |
| Nedo Nadi                | Italia           | 6   | 0       | 0      | 6      |
| Giuseppe Delfino         | Italia           | 4   | 2       | 0      | 6      |
| Lucien Gaudin            | Francia          | 4   | 2       | 0      | 6      |
| Christian d'Oriola       | Francia          | 4   | 2       | 0      | 6      |
| Viktor Sidjak            | Unione Sovietica | 4   | 1       | 1      | 6      |
| Elena Novikova-Belova    | Unione Sovietica | 4   | 1       | 1      | 6      |
| Győző Kulcsár            | Ungheria         | 4   | 0       | 2      | 6      |
| Vladimir Nazlymov        | Unione Sovietica | 3   | 2       | 1      | 6      |
| Georges Buchard          | Francia          | 2   | 3       | 1      | 6      |
| Philippe Riboud          | Francia          | 2   | 2       | 2      | 6      |